# Château de Razilly
Le château de Razilly est un château de la Loire, situé sur la commune de Beaumont-en-Véron dans le département d'Indre-et-Loire, région Centre-Val de Loire, en France.

## Descriptif
Des restes de pavillons datant du XVe siècle, en très mauvais état, ainsi qu'un corps de logis du XVIIIe siècle sont présents dans les jardins. Les murs d'une chapelle du XVe siècle est présente au sud de la cour. 

## Historique
Le château et son fief sont mentionnés dès le XIIe siècle. Propriété de la famille de Rasilly, plusieurs rois y séjournent : Charles VII en 1446, Louis XI et Charles VIII. 
Au XIXe siècle, les bâtiments dans les jardins ont été utilisés pour une ferme.
Le château est inscrit au titre des monuments historiques par arrêté du 9 octobre 1934.

## Visites
Le site est propriété privée et ne se visite pas. Néanmoins, des visites ont déjà été organisées par l'éco-musée du Véron à partir de 2011.